# Isabell Gabsa
Isabell Gabsa (* 7. Juni 1995 in München) ist eine deutsche Berufsgolferin. Mit der Qualifikation zur Teilnahme an der LPGA Tour ab dem Jahr 2019 errang sie ihren bisher größten Erfolg.

## Werdegang
Isabell Gabsa begann im Alter von vier Jahren mit dem Golf spielen. Im Dezember 2012 qualifizierte sie sich durch einen geteilten 57. Platz beim Lalla Aicha Final Qualifying für die Teilnahme an der darauf jährigen Ladies European Tour (LET). In ihrem ersten Jahr auf der LET Tour schaffte sie bei keinem ihrer fünf Turnierteilnahmen den Cut für die Schlussrunden.
2014 spielte sie insgesamt 15 Turniere auf der Ladies European Tour und konnte sechsmal den Cut bestehen. Am Ende des Jahres musste sie jedoch erneut in die Qualifikation, welche sie mit dem geteilten 36. Platz beendete. Damit hatte sie jedoch keine Berechtigung für die Teilnahme an der LET im Folgejahr und musste in der zweitklassigen europäischen let Access Series spielen.
Auf der let Access Series gelangen ihr 2015 bei 13 Starts zwei Siege und ein Platz drei zum Abschluss der Saison sicherte ihr wieder die Teilnahme an der LET Tour. Gleichzeitig gelangt ihr im Dezember 2015 die Qualifikation für die Symetra Tour, der zweitklassigen Profi-Tour für Frauen in den USA.
Durch die Startberechtigung für die LET Tour und die Symetra Tour war ihr möglich, 2016 beide Turnierserien zu spielen. Während sie auf der LET Tour nur bei einem ihrer neun Starts den Cut verpasste und am Ende des Jahres auf Rang 53 der Rangliste (Order of Merit) landete, gelangen ihr als Anfänger (Rookie) bei 12 Starts auf der Symetra Tour sieben Platzierungen im Preisgeld und ein abschließender 61. Platz im Ranking.
Auch im darauffolgenden Jahr spielte Gabsa die Symetra Tour, die sie mit dem 71. Platz abschloss und ein weiteres Jahr spielberechtigt war. Bei der LET Tour beendete sie das Jahr mit Platz 65 in der Rangliste Order of merit.
2018 konnte sie sich durch Platz 9 in der Symetra Tour für die höchste Golftour der Frauen, der LPGA Tour qualifizieren. In diesem Jahr konnte sie beim 'The Forsyth Classic presented by the Decatur Park District' Turnier ihren ersten Sieg auf der Symetra Tour erringen. Ebenfalls 2018 spielte sie mit Leticia Ras-Anderica bei den European Championship den Wettbewerb Mannschaft Frauen und erreichte hierbei den geteilten 5. Platz.
In ihrem ersten Jahr auf der LPGA Tour 2019 erreichte sie den 115. Platz im CME Ranking und musste in die Qualifikation für das nächste Jahr. Durch den abschließenden 80. Platz beim entscheidenden Turnier missglückte ihr die neuerliche Qualifikation für die LPGA Tour.
Turniersiege:
- 2015 let Access Series, PGA Halmstad Ladies Open by Haverdal, Drobak Ladies Open
- 2018: Symetra Tour, The Forsyth Classic presented by the Decatur Park District

### Major-Turniere der LPGA-Tour
| Tournament                              | 2013 | 2014 | 2015 | 2016 | 2017 | 2018 | 2019 |
| --------------------------------------- | ---- | ---- | ---- | ---- | ---- | ---- | ---- |
| ANA Inspiration (a)                     | DNP  | DNP  | DNP  | DNP  | DNP  | DNP  | DNP  |
| KPMG Women’s PGA Championship (b)       | DNP  | DNP  | DNP  | DNP  | DNP  | DNP  | CUT  |
| U.S. Women’s Open Conducted by the USGA | DNP  | DNP  | DNP  | DNP  | DNP  | DNP  | DNP  |
| AIG Women’s British Open (c)            | DNP  | DNP  | DNP  | DNS  | CUT  | DNP  | DNP  |
| The Evian Championship                  | DNP  | DNP  | DNP  | DNP  | DNP  | DNP  | DNP  |

DNP = nicht teilgenommen / nicht qualifiziert (engl. did not play)

DNS = nicht angetreten (trotz Qualifikation) (engl. did not start)

WD = aufgegeben (engl. withdrawn)

CUT = Cut nicht geschafft

T = geteilte Platzierung (engl. tied)

Grüner Hintergrund für Siege

Gelber Hintergrund für Top 10

| Personendaten    | Personendaten     |
| ---------------- | ----------------- |
| NAME             | Gabsa, Isabell    |
| KURZBESCHREIBUNG | deutsche Golferin |
| GEBURTSDATUM     | 7. Juni 1995      |
| GEBURTSORT       | München           |